# 牛弘
牛 弘（ぎゅう こう、545年 - 610年）は、中国隋の政治家。字は里仁。本貫は安定郡鶉觚県。隋の文帝・煬帝の2代にわたり重臣として仕えた。

## 生涯
牛弘の先祖の姓はもとは尞氏であったが、父の尞允の時に姓を賜り、以後牛氏となった。牛弘がまだ赤子であった頃、人相見が彼を見て「この子は必ず富貴となります。大切に育てなさい」と父に語ったという。成長した牛弘は、髭や顔つきたくましく、学問を好み博学で、人柄も寛大であった。北周の中外府記室・内史上士として起家し、まもなく納言上士となり文書を扱い、そこではなはだ賞賛された。威烈将軍・員外散騎侍郎を加えられ、起居注を撰修した。その後父の臨涇公を継ぎ、内史下大夫に転じ、さらに使持節・大将軍・儀同三司に昇進した。
隋が建国されると、牛弘は散騎常侍・秘書監に任じられた。583年、牛弘は宮中の書籍がたいへん少ないことを憂え、文帝に上奏文を奉って、各地に人を派遣して民間から書物を収集し、筆写したものを書庫に納めることを願い出た。文帝はこれを許可し、書籍1巻につき絹1匹を賞与する詔勅を下した。これによって1、2年後には書籍がいくらか充実することになり、牛弘は奇章郡公に爵位が進められた。同年、礼部尚書となり、勅命によって『五礼』100巻を修撰し、当時世間に行われることになった。586年、太常卿となり、589年には雅楽の改訂を命じられ、楽府の歌詞を作り、新たに音律を制定し直した。礼楽律暦の制度に関する議論において、牛弘の意見は文帝に大変重んじられた。
当時重臣の楊素は自分の才能をたのんで朝廷の人々を軽んじていたが、牛弘に対してだけはうやうやしい態度を取っていた。598年、楊素が突厥征討の遠征に出発することになり、牛弘に別れを告げに出向いたところ、牛弘は楊素を中門まで送ったところで帰ろうとした。楊素は「出征するので別れを告げに来たというのに、どうして遠くまで見送ってくれないのだい」と言ったが、牛弘はそのまま一礼して帰ってしまった。だが楊素は「奇章公の智には私もかなうことができるだろうが、その愚直さにはかなわない」（『論語』公冶長篇にもとづく言葉）と言って笑うだけで、牛弘の方も一向に意に介さなかった。しばらくして大将軍を授けられ、吏部尚書となった。602年、独孤皇后が死去し、その儀礼制度が定まらなかった時、楊素は牛弘に「今日の決定は君にかかっている」と言った。牛弘はたちどころに制度を定め、しかも定めた制度は全てに典拠があった。楊素は感嘆して「衣冠礼楽の全てがここにそろっている、私の及ぶところではない」と言い、文帝もそれを採用した。
煬帝は皇太子であった頃、しばしば牛弘と詩や書を贈答しあった。煬帝は即位した時、臣下たちに詩を賜ったが、その中で牛弘ほど賞賛の語を贈られたものはいなかった。606年、上大将軍に昇進し、607年には右光禄大夫に改められた。608年、煬帝が恒山を祀った時、儀式の制度は牛弘によって定められた。下山の後、煬帝の内帳に招かれ、煬帝・蕭皇后と同席で飲食する厚遇を与えられた。610年、煬帝の江都への巡行に従い、11月に江都で没した。享年66。煬帝は彼を哀惜し、手厚い贈り物をし、郷里の安定に帰葬させ、開府儀同三司・光禄大夫・文安侯を追贈した。諡は憲。
牛弘は身なりは慎ましく、主君には礼を尽くし、部下には慈しみをもって接した。話し方はたどたどしかったが、仕事の処理は素早かった。人柄は温厚な上に学問に熱心で、職務の忙しい間でも書を手放すことはなかった。隋の旧臣たちの中で、文帝・煬帝から終始信任され、災いが及ばなかったのは牛弘だけであった。

## 伝記資料
- 『隋書』巻49
- 『北史』巻72